# Isabel Noboa
Isabel Noboa Pontón (Guayaquil, 1946) es una empresaria ecuatoriana conocida por su incursión en los negocios agrícola, inmobiliario, industrial, comercial y turístico, a través del Consorcio Nobis - uno de los grupos empresariales más grandes de Ecuador - del que Noboa es fundadora y presidenta ejecutiva. Es hija del famoso empresario, Luis Noboa Naranjo y de Isabel Pontón Ávila. Es hermana del empresario, Álvaro Noboa. Es cuñada de la doctora, Annabella Azín. Es tía política de la primera dama, Lavinia Valbonesi. Y tía del actual presidente del Ecuador, Daniel Noboa.

## Biografía
Isabel Noboa es hija del fallecido empresario ecuatoriano Luis Noboa Naranjo, fundador de la Corporación Noboa, y de Isabel Pontón Ávila, quienes tuvieron 6 hijos, uno de ellos el empresario y político Álvaro Noboa. Noboa salió de Ecuador a los 12 años para ir a estudiar en St. George's School en Clarens, Suiza. Posteriormente tomaría clases a distancia de economía con la Universidad de Londres. Luego de su regreso a Guayaquil, se casó a los 21 años con Isidro Romero Carbo y tuvo 3 hijos: Isabel María Romero de Campana, Melissa Romero de Zurita e Isidro Romero Noboa. En 1968 abrió una academia de idiomas (inglés y francés) en su residencia, en 1974 cierra la academia y comienza su trabajo filantrópico con una fundación en apoyo de la adopción.
En 1994, luego de la muerte de su padre Luis Noboa, se producen discrepancias entre los herederos de este, hasta que finalmente llegan a un acuerdo de conciliación en 1997. Todo esto ocurría mientras su matrimonio atravesaba una dura crisis. Del acuerdo, a Isabel Noboa le correspondió parte de las empresas de la antigua Corporación Noboa con las que iniciará el Consorcio Nobis, junto a su hermana Diana, quien más adelante daría un paso al costado dada la situación económica del país en aquel entonces. En 1998 Isabel Noboa se divorcia por mutuo acuerdo de Isidro Romero, con quien actualmente maneja una relación cordial, asimismo con la familia Romero, al punto de que ella y su cónyuge actual son asiduos invitados a las fiestas familiares, y en 2007 se casa por segunda vez con el Dr. Agustín Loor en medio de una fastuosa ceremonia realizada un día jueves en su mansión de La Moraleja en Vía a Samborodon a la que se dieron cita varias personalidades de la alta sociedad guayaquileña y ecuatoriana.
A inicios de 2003, durante el gobierno de Lucio Gutiérrez, Isabel Noboa se desempeñó como presidenta del Consejo Nacional de Competitividad de Ecuador, un cargo con rango de ministra. Renunció a finales del mismo año.

### Empresaria
De la partición de Corporación Noboa a Isabel Noboa le fue asignada la empresa representante nacional de Coca-Cola, el centro comercial Mall del Sol, el Ingenio Valdez, entre otras empresas e inversiones. Hasta 1997 Noboa había sido un ama de casa, sin experiencia en el mundo empresarial, pero entonces decide dirigir ella misma estas compañías. Para el efecto crea el Consorcio Nobis así como decide prepararse en administración de empresas tomando un programa en Harvard Business School. Los inicios de la carrera empresarial de Isabel Noboa estuvieron marcados por la crisis financiera en Ecuador de 1999. Ella y su equipo se encargaron de sacar a flote varias empresas con deudas de millones de dólares. Otro logro empresarial de Noboa fue el rescate de la histórica marca La Universal. Durante la década de 2000, Isabel Noboa emerge como una empresaria reconocida en la escena empresarial de Ecuador, en especial en el mercado inmobiliario de Guayaquil por medio de la compañía Pronobis.

### Filántropa
Isabel Noboa fundó y ha presidido varias organizaciones sin fines de lucro de Ecuador, como Fundación para la Adopción de Nuestros Niños (FANN) en 1974, Fundación "Semillas de Amor" para la prevención y tratamiento de adicciones, Fundación Nobis que es el proyecto de responsabilidad social de Nobis en 1999. Desde el 2000 hasta la actualidad, Noboa organiza la campaña "Ecuador Triunfador" que anualmente otorga premios para jóvenes ecuatorianos que desarrollen emprendimientos sociales orientados por valores de convivencia.

## Obras
- Luis Noboa Naranjo: Perfil de un triunfador. Biografía sobre su padre Luis Noboa, publicada en 2000 con Editorial Norma.[12]

## Reconocimientos
- Caballero de la Orden Nacional al Mérito. Condecoración dada en 1994 por el entonces presidente ecuatoriano Sixto Durán Ballén.[cita requerida]
- "Líder empresarial más respetada del Ecuador" en 2007, 2008 y 2011. Reconocimiento de PricewaterhouseCoopers del Ecuador y Semanario Líderes de El Comercio.[13][14]
- Seleccionada como "La empresaria más innovadora y respetada" por un sondeo realizado por Revista Vistazo entre 500 empresarios de Ecuador en 2009.[14]
- Condecoración Dra. Matilde Hidalgo de Procel al Mérito Empresarial. Otorgada por la Asamblea Nacional de Ecuador en 2012.[15]